# Espúrio Postúmio Albino Regilense
Espúrio Postúmio Albino Regilense (em latim: Spurius Postumius Albinus Regillensis) foi um político da gente Postúmia nos primeiros anos da República Romana, eleito tribuno consular em 394 a.C.. É possível que seja o mesmo Espúrio Postúmio que foi censor com Caio Sulpício Camerino em 380 a.C..

## Tribunato consular (394 a.C.)
Em 394 a.C. foi eleito com Marco Fúrio Camilo, Caio Emílio Mamercino, Lúcio Valério Publícola, Públio Cornélio Cipião e Lúcio Fúrio Medulino (cônsul em 413 a.C.). A Fúrio Camilo foi encarregada a campanha contra os faliscos que acabou com a rendição de Falérios à Roma. Camilo aproveitou a oportunidade para desviar a atenção dos difíceis conflitos sociais que assolavam cidade focando a população num único conflito externo. Ele cercou Falérios e, depois de rejeitar como imoral a proposta de um professor local de entregar a maior parte das crianças locais aos romanos, os falérios ficaram muito agradecidos e juraram lealdade aos romanos.
A Caio Emílio e Espúrio Postúmio foi encarregada a campanha contra os équos. Os dois tribunos, depois de haver derrotado os inimigos em uma batalha campal, decidiram que, enquanto Caio Emílio ficaria responsável por Verrugine, Postúmio seguiria saqueando o território dos équos. Mas os romanos, durante esta ação, foram surpreendidos e derrotados por um ataque dos équos. Apesar da derrota e do fato de muitos soldados da guarnição de Verrugine estarem refugiados em Túsculo temendo um novo ataque dos équos, Postúmio conseguiu reorganizar o exército e obteve vitória completa contra os équos.